# Ruth Seydewitz

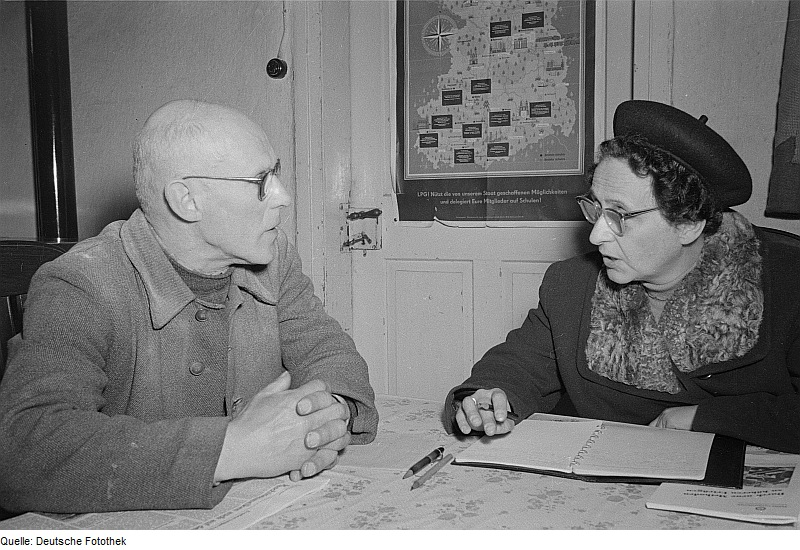
Ruth Seydewitz im Gespräch mit einem Steinbrucharbeiter

Ruth Seydewitz (geborene Lewy; * 26. Juni 1905 in Oppeln; † 28. März 1989 in Dresden) war eine deutsche Journalistin und Schriftstellerin.

## Leben
Ruth Seydewitz besuchte die Handelsschule und machte eine Schneiderlehre. Sie war Gasthörerin an der Universität Breslau in den Fächern Kunstgeschichte und Philosophie. Außerdem besuchte sie die Kunstgewerbeschule Wien. Später war sie als Hausschneiderin tätig.
Im Jahr 1929 heiratete sie Max Seydewitz und wurde Mitarbeiterin ihres Mannes beim Sächsischen Volksblatt in Zwickau. 1933 flüchtete sie über Dresden nach Teplitz und Prag. Anschließend nahm sie eine Arbeit als Schneiderin auf. Nach der Besetzung flüchtete Ruth Seydewitz 1938 nach Rotterdam und Oslo. 1940 wurde sie in Stockholm interniert und danach nach Lund verbannt.
Im Dezember 1945 kehrte sie nach Berlin zurück und arbeitete als Redakteurin im Dietz Verlag. Sie leitete das Volksbildungsamt in Teltow und gründete den Verlag Neues Leben.
Im Jahr 1947 zog Ruth Seydewitz nach Dresden, als Max Seydewitz sächsischer Ministerpräsident wurde.  Danach leitete sie die Pressestelle der Landesregierung. 1962 wurde sie  mit dem Martin-Andersen-Nexö-Kunstpreis der Stadt Dresden ausgezeichnet.
Ihr Grab befindet sich auf dem Heidefriedhof in Dresden.

## Politische Tätigkeit
Ruth Seydewitz war Mitglied im zionistischen Jugendverband Blau-Weiß und bei der Wandervogel-Bewegung. Sie gehörte den Jungsozialisten und der SPD an. Im Jahr 1927 ging sie als Delegierte der oberschlesischen Jungsozialisten zur Dresdner Konferenz.
1931 trat sie der SAPD bei und 1942 der KPD. Nach der Zwangsvereinigung von SPD und KPD 1946 gehörte sie der SED an. Ruth Seydewitz beteiligte sich an der Gründung des Demokratischen Frauenbunds Deutschlands (DFD) und arbeitete in dessen Landesvorstand mit. Sie war ferner am Aufbau so genannter Jugendwerkhöfe beteiligt. 1951 wurde sie Landesvorsitzende des DDR-Kulturbundes.

## Publikationen
- Wo das Leben ist (Buch über Frauenbiographien, 1954)
- Dresdner Galeriebuch
- Wenn die Madonna reden könnte
- Der verschenkte Herkules (1969)
- Das Mädchen mit der Perle. Geschichten um Bilder. Buchverlag Der Morgen. Berlin. 1. Auflage 1972 (gemeinsam mit Max Seydewitz)
- Das neue Dresden
- Dresden, geliebte Stadt
- Alle Menschen haben Träume. Meine Zeit – Mein Leben. Buchverlag Der Morgen. Berlin. 3. erweiterte Auflage 1980